# Tomatlán (kommun i Mexiko, Jalisco, lat 19,98, long -105,20)
Tomatlán är en kommun i Mexiko.   Den ligger i delstaten Jalisco, i den sydvästra delen av landet, 600 km väster om huvudstaden Mexico City. Antalet invånare är 35 044. Arean är 3 024 kvadratkilometer.
Terrängen i Tomatlán är kuperad åt sydväst, men åt nordost är den bergig.
Följande samhällen finns i Tomatlán:
- Tomatlán
- José María Pino Suárez
- Nuevo Santiago
- El Portezuelo
- Vicente Guerrero
- Plan de Ayala
- Teocinte
- Colonia las Palmas Campamento SAGAR
- Benito Juárez
- Presa Cajón de Peña